# Straubing
Straubing város Németországban, Kelet-Bajorországban.
2021 óta A Római Birodalom dunai limese világörökségi helyszín része.

## Fekvése
Deggendorftól északnyugatra, a Duna déli partján fekvő település.

## Népesség
| Lakosok száma | 6188 | 23 593 | 43 750 | 43 847 | 45 099 | 45 502 | 46 806 | 47 586 | 47 854 | 49 775 |
|               | 1808 | 1925   | 1973   | 1978   | 2012   | 2013   | 2015   | 2017   | 2021   | 2023   |

## Története

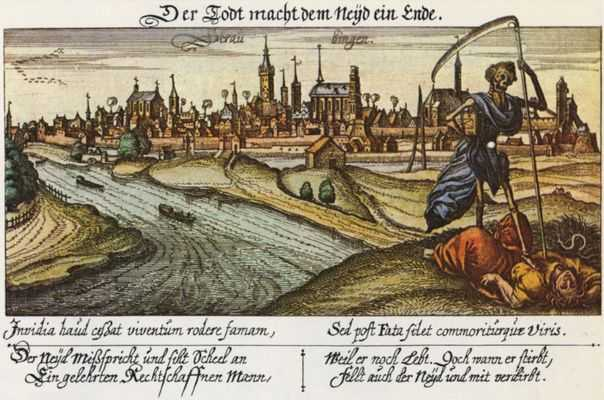
Straubing egy 1630-as ábrázolása

A település már a kora bronzkorban lakott hely volt. A város az i. e. 1800 évvel keletkezett, és mint a straubingi kultúra emlékeinek lelőhelye vált ismertté. A kora bronzkori település után a kelták alapították itt a Sorviodurum nevű erődítést, melyet i. e. 15-ben a rómaiak katonai táborrá építettek ki.
Straubing óvárosa már a 6. században lakott volt majd 1218-ban Lajos kelheimi herceg hozta itt létre az új várost.
A városban minden év augusztusában megrendezett népünnepélyen (Gäubodenvolksfest) részt vesz a környék lakossága is. Három évente pedig ünnepi játékok hetét (Agnes Bernauer Festspiele) rendeznek.

## Nevezetességek

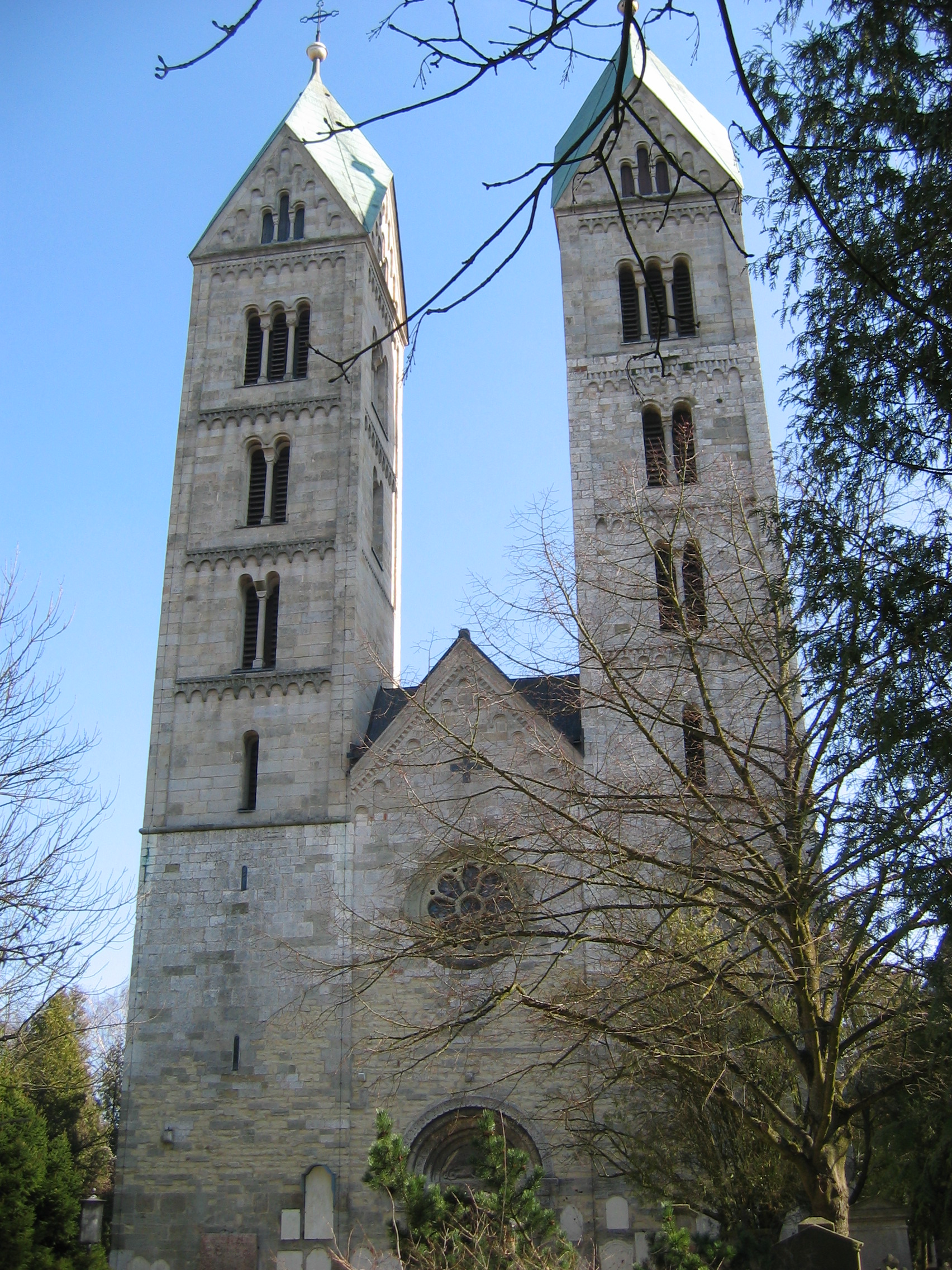
Szent Péter templom (Peterskirsche)

A város legfőbb nevezetességei a következők:
- Szent Péter templom (Peterskirsche) - román stílusú bazilika az óvárosi negyedben, 1180 körül épült, bár ikertornyait később illesztették a már elkészült templomhoz. Érdekes timpanonú főbejáratán át oszlopcsarnokba jutunk. Az épület viszonylag szerény berendezésének legértékesebb darabjai az 1200 körüli időkből való román feszület és az 1420 körül készült gótikus stílusú Pietà.
- Haláltánc kápolna (Totentanz Kapelle) - A templom melletti műemlékvédelem alatt álló temetőben található két kápolna egyike, a 15. századbeli kápolna, barokk haláltánc nevű freskója 1763-ban készült.
- Agnes-Bernauer-Kapelle - 1436-ban épült. A kápolna egy augsburgi születésű polgárlányról kapta a nevét. A lány szépsége úgy megigézte III. Albrecht herceget, a bajor trónörököst, hogy a kor szokásai ellenére feleségül vette. Az uralkodó Ernő herceg azonban menye ellen boszorkánypert indíttatott és 1435-ben a Dunába fojtatta. Bűnbocsánat reményében ő építtette a kápolnát, melyben Ágnes Bernauer síremléke található.
- Hercegi rezidencia (Herzogsschloss) - 1350 körül épült a Duna partján.
- Orsolya rendi zárda temploma (Ursulinenkirsche) - A híres rokokó testvérpár, a müncheni Asam fivérek tervei szerint épült, ők készítették díszítését is, a templom 1738-ra készült el.
- A karmelita rend temploma (Karmelitenkirche) - késő gótikus stílusban égetett téglából Hans von Stethaimer tervei szerint 1430 táján épült. 1700 és 1710 között belsejét Wolfgang Dientzenhofer elgondolása szerint átalakították. Ekkor kapta tornyát is, hatalmas főoltára pedig harminc évvel később készült el. A főoltár mögött van az 1397-ben elhunyt II. Albrecht bajor herceg vörösmárvány síremléke.
- Helytörténeti múzeum (Gäubodenmuseum) - A múzeumban láthatók a dunai lapályon feltárt történelem előtti és népvándorlás kori leletek és az 1952-ben kiásott római kori arany ékszerek.
- Városi őrtorony (Stadtturm) - A 66 méter magas torony, toronycsúcsa körül 4 fiatoronnyal épült 1316-1390 között.
- Jakobsbrunnen szökőkút - 1644-ben épült.
- Tiburtiusbrunnen szökőkút - 1685-ben készült.
- Szentháromság oszlop - 1709-ben készült.
- Városháza - A 14. századból való
- Pfarrkirsche St. Jakob - a város főtemploma, mely Hans von Stethaimer munkája. Belsejében szép sima, karcsú oszlopsorral, melynek ívei finom festett ékeket vágnak a mennyezetbe. Szárnyas oltára 1500 körülről származik, melyre nemcsak aranyozott faragványai jellemzők, hanem szárnyainak festményei Albrecht Dürer mesterétől, Michael Wolgemuthtól származnak. Rokokó korszakának emléke a szószék, valamint a főoltártól jobbra levő kápolna kis Asam-oltára.

## Itt születtek, itt éltek
- Joseph Fraunhofer - a fizikus a mai Fraunhofer Straße 1. számú házban született.
- Itt született Arthur Achleitner német író (1858–1927)

## Galéria

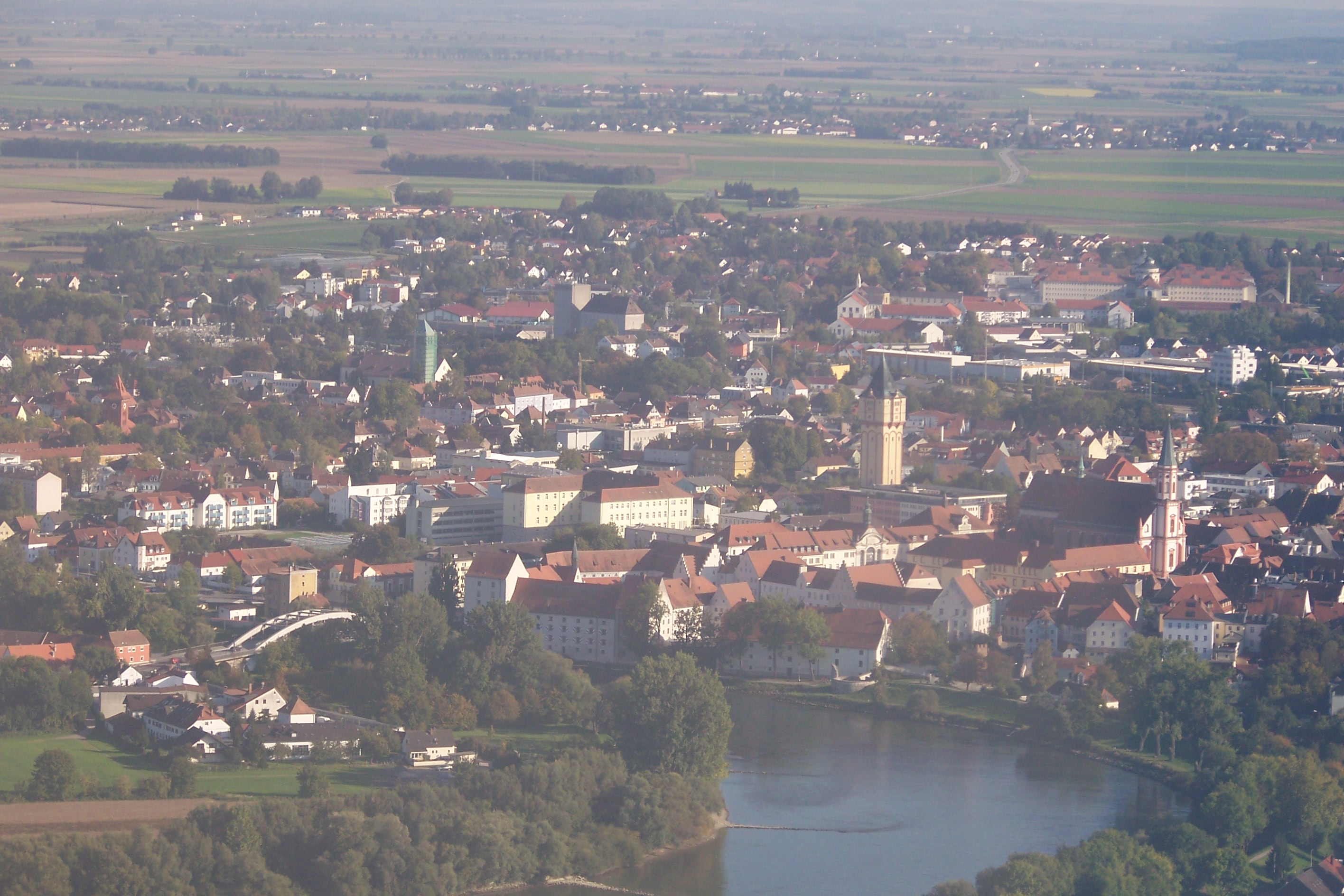
A város látképe északnyugat felől
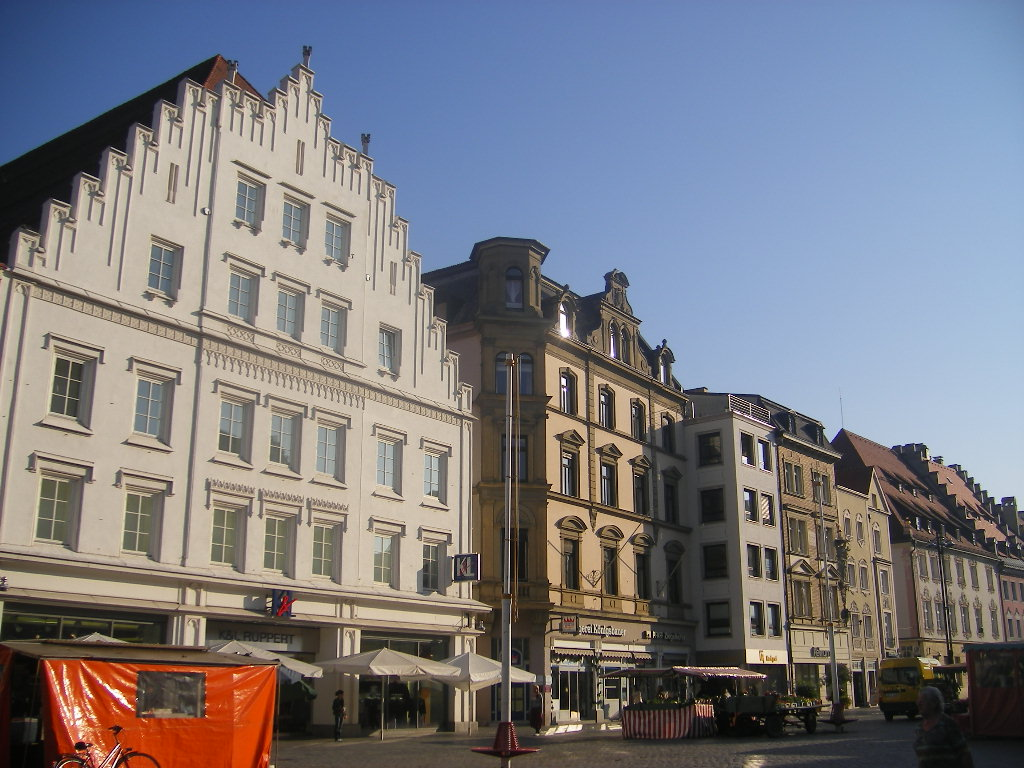
Házak a Ludwigsplatzon
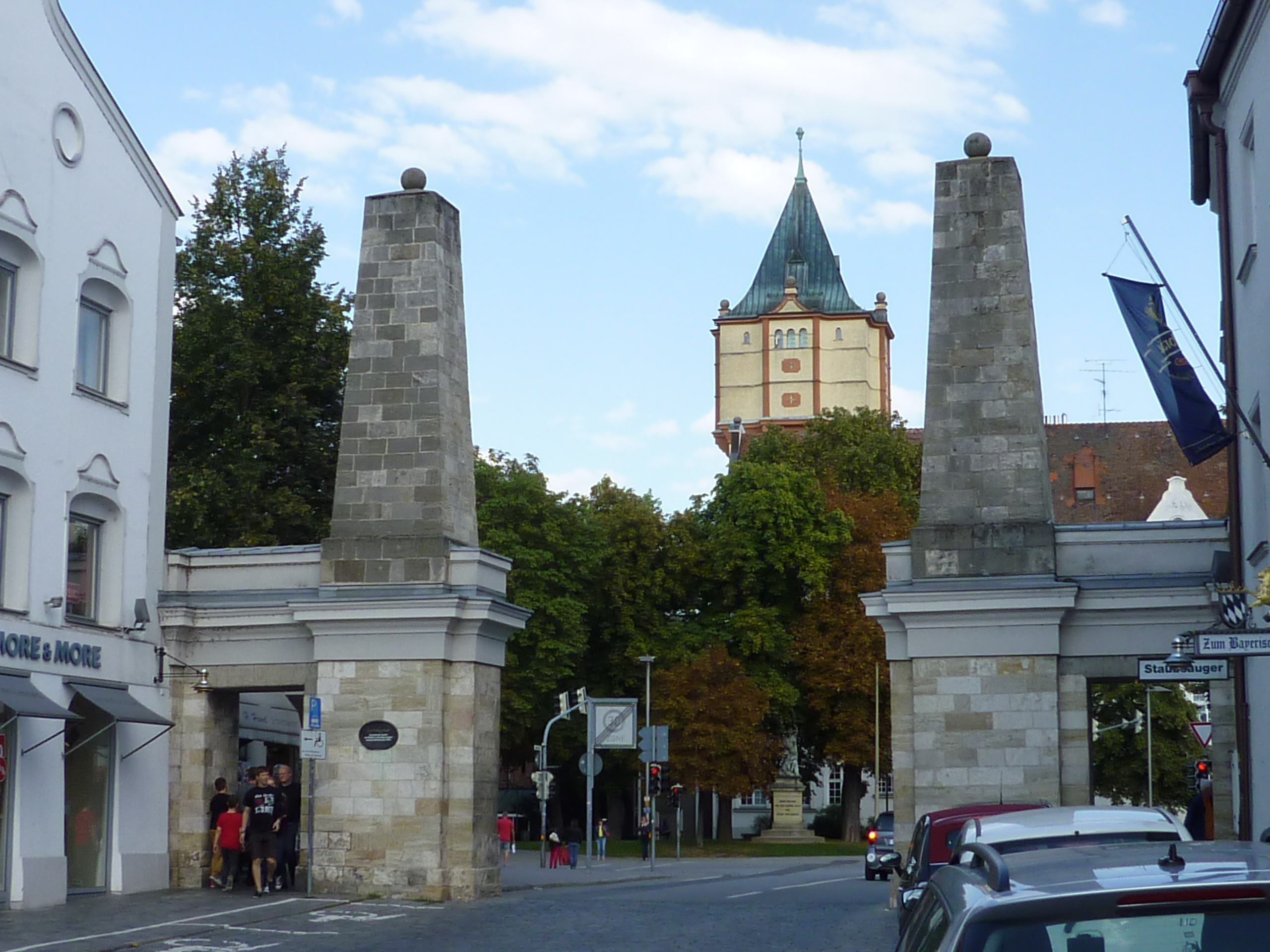
A Ludwig-kapu és a Víztorony a város központjában
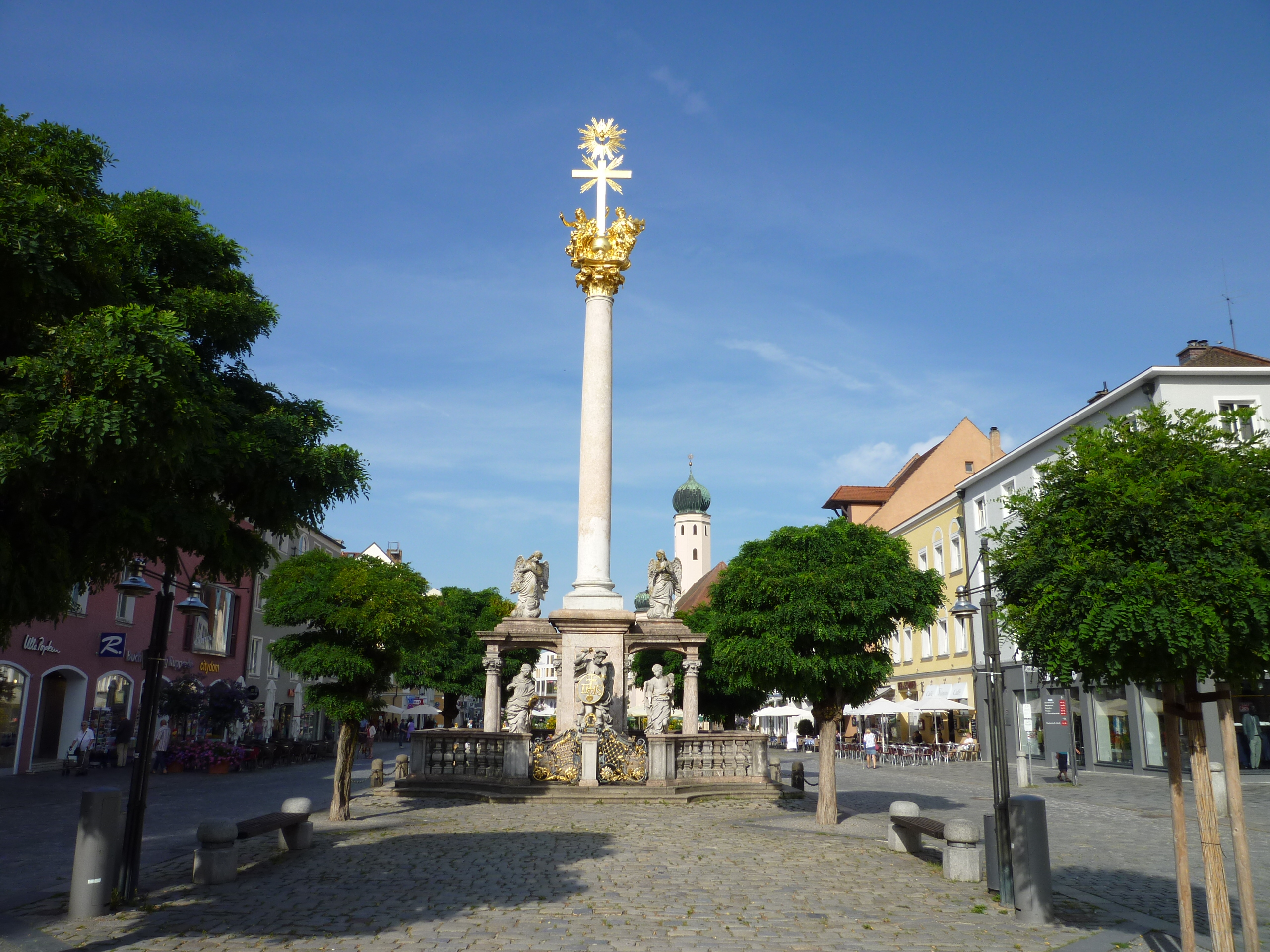
A Szentháromság oszlop a Theresienplatzon
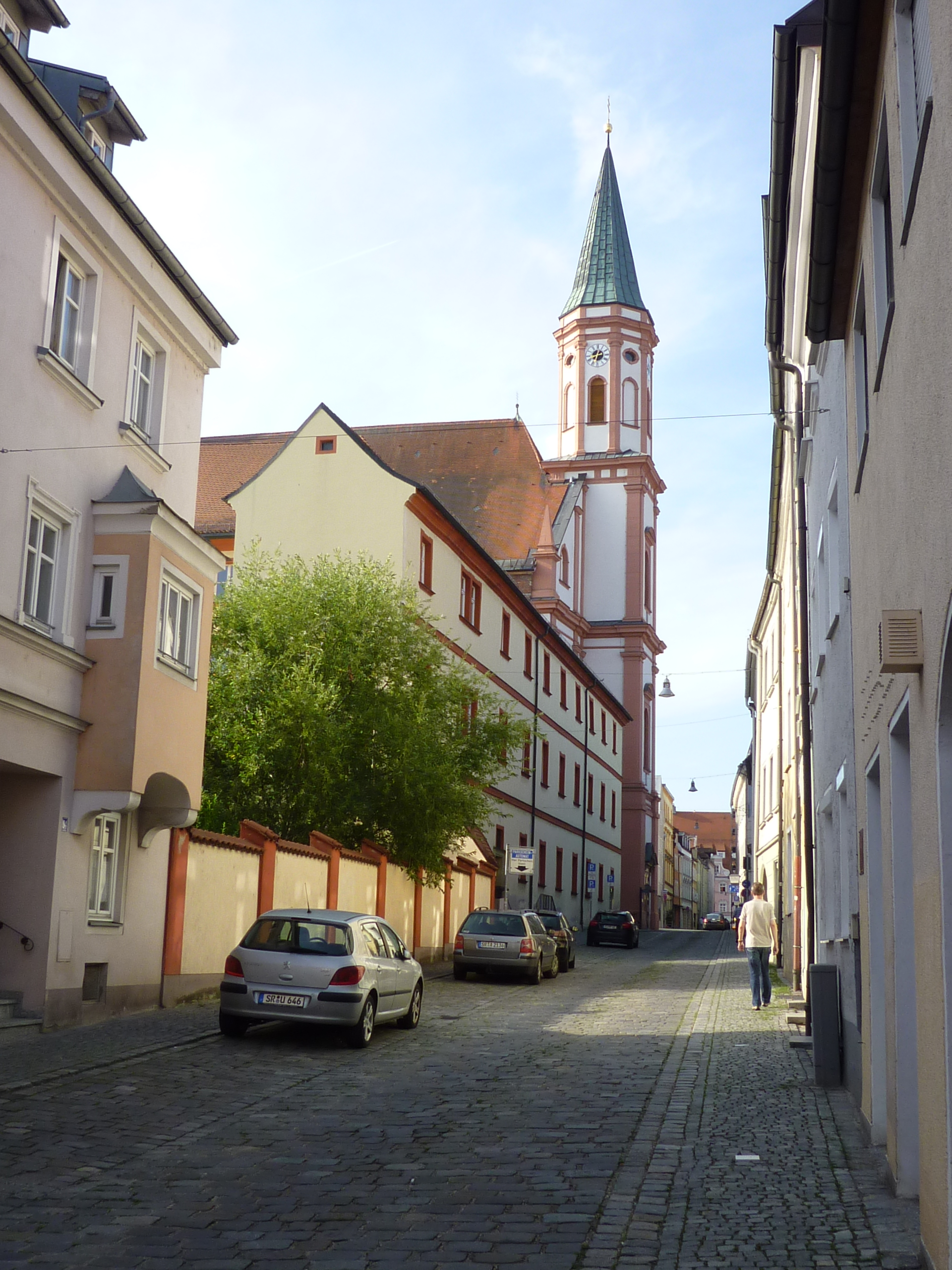
A karmelita-templom az Albrechtgasséban
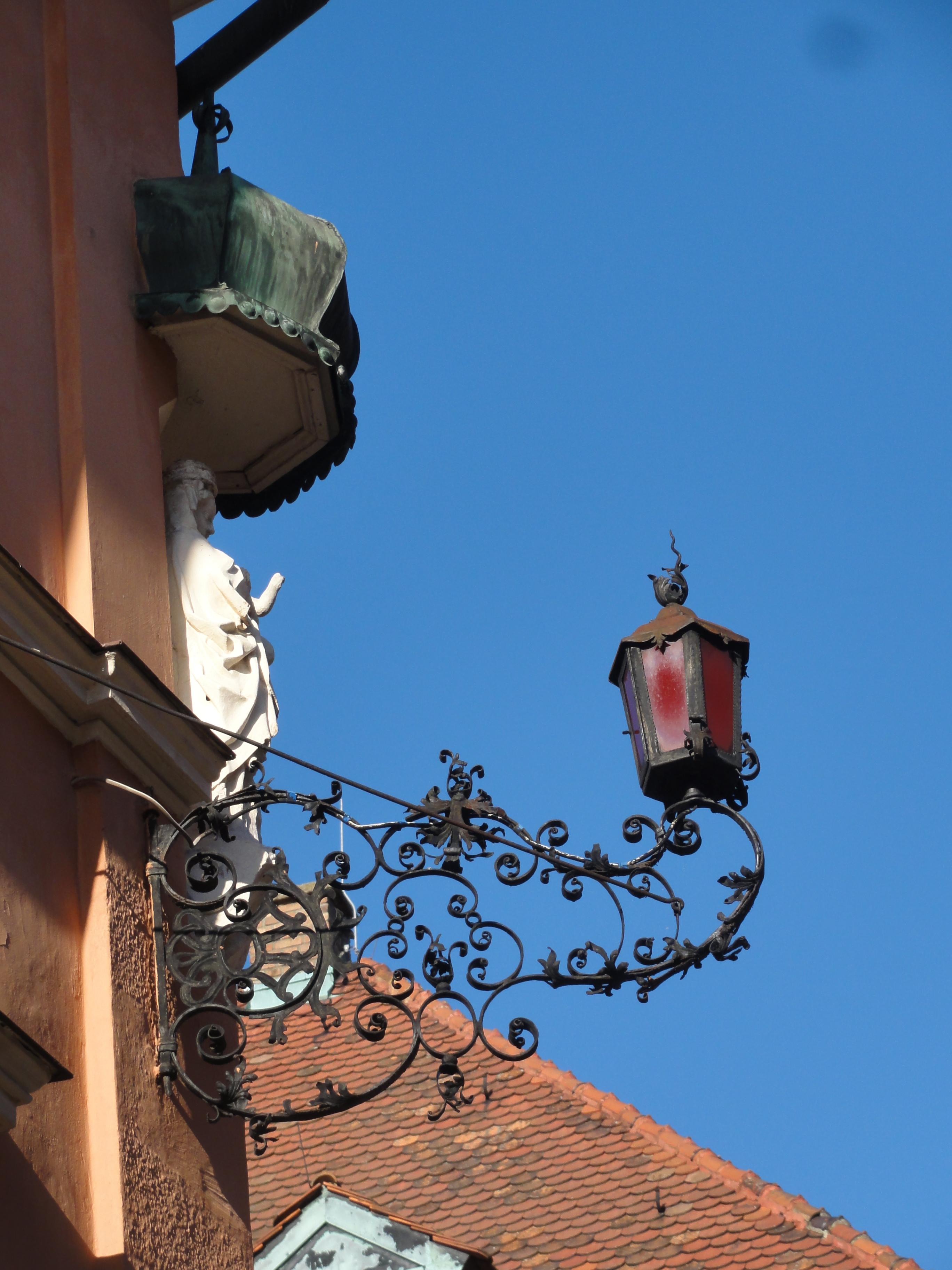
Egy épületrész Straubingban
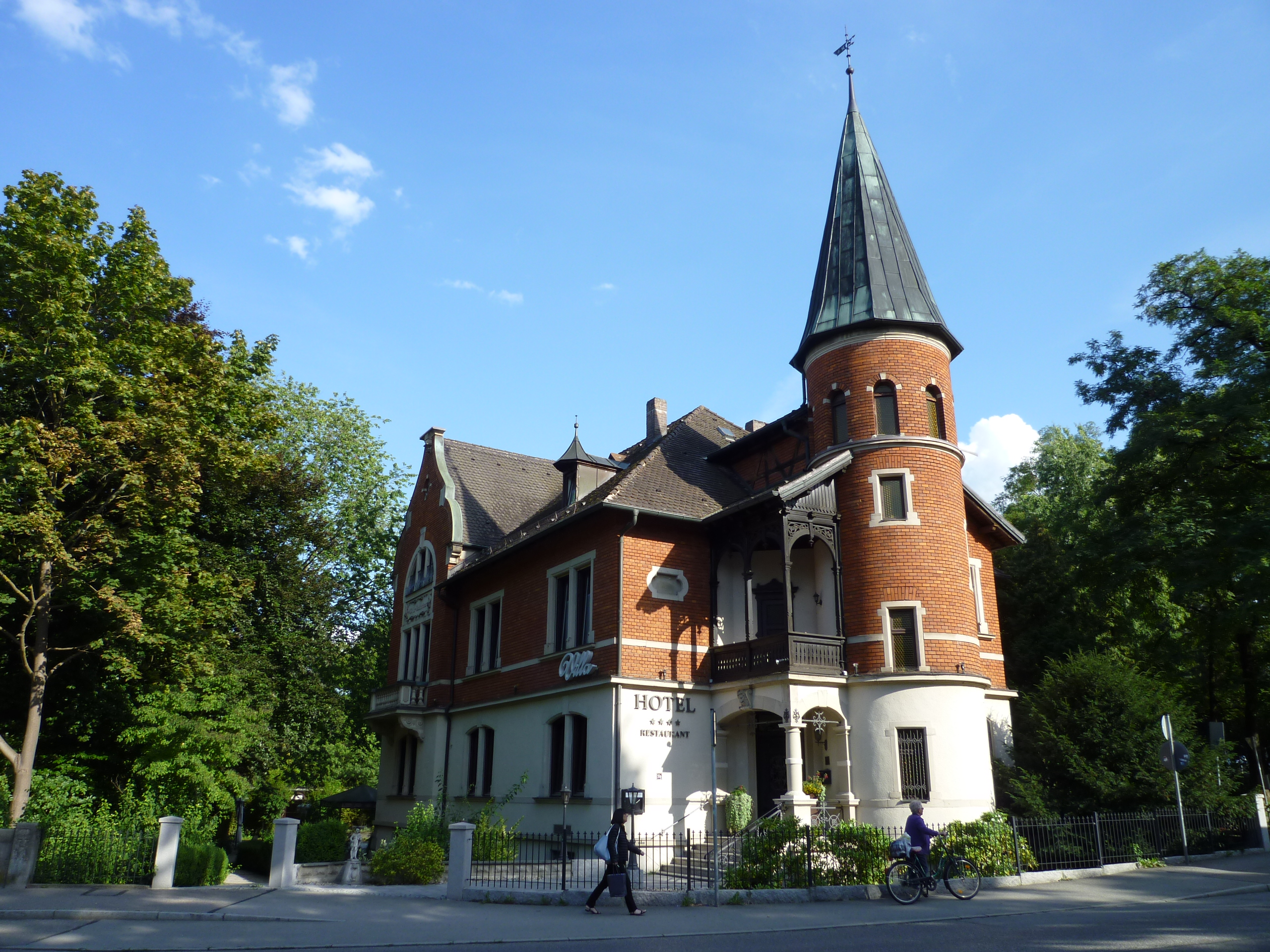
A Villa Katerina, ma szálloda